# 天主教科納布魯克暨拉布拉多教區
天主教科納布魯克暨拉布拉多教區（拉丁語：Dioecesis Riviangulanensis-Labradorensis）是加拿大一個羅馬天主教教區，屬紐芬蘭的聖約翰斯總教區。
1870年9月16日建立聖喬治監牧區，1892年4月28日升為代牧區，1904年2月18日升為教區。1968年1月29日易名至今。2007年5月31日易名，並把原拉布拉多市-謝弗維爾教區併入。
教區範圍包括紐芬蘭島西部及拉布拉多東岸，座堂位於科納布魯克，原拉布拉多市的主教座堂升為次級聖殿。2004年有教友27,201人，佔轄區總人口40.9%。教區下轄廿二個堂區，有卅二名司鐸。現任教區主教為巴爾多祿茂·凡-羅艾因。